# Герцог д’Арпажон
Герцог д’Арпажон (фр. duc d"Arpajon) — французский дворянский титул.

## История
Маркизат Северак, виконтство Отрив и баронии Долан и Сен-Шери жалованной грамотой Людовика XIV, данной в Париже в декабре 1650, были возведены в ранг герцогства-пэрии под названием Арпажон для Луи д’Арпажона, маркиза де Северака. Эта грамота не была зарегистрирована парламентом.
Той же самой жалованной грамотой король отделил от маркизата Северак землю и сеньорию Лессак с бальяжами Гайяк, Л'Эглиз, Бо, Англар и Эринья, и возвел их в ранг маркизата под названием Северак. Другой жалованной грамотой, данной в марте 1655, король перенес название, титул и достоинство герцогства-пэрии на баронии Комон и Планкаж, присоединив к ним баронии Бокер, Эсперак и Долан, и виконтство Отрив, и сохранив маркизат Северак в том состоянии, в каком тот находился до создания герцогства-пэрии.
10 мая 1674 герцог д’Арпажон подал прошение в парламент о регистрации грамот 1650 и 1655 годов; этот документ 12 мая был просмотрен королевским генеральным прокурором Арле, давшим 24 мая заключение о возможности регистрации, которая до конца жизни герцога так и не была произведена.
Луи д’Арпажону как маркизу де Севераку в 1679 году наследовал его внук Луи II д’Арпажон, в пользу которого жалованной грамотой Людовика XV, данной по решению регента в Париже в 1720 году и зарегистрированной парламентом, заседавшим в Понтуазе, 12 декабря и Счетной палатой 19 декабря того же года, земли и сеньории Шатр под Монлери, Ла-Бретоньер и Сен-Жермен были возведены в ранг маркизата под названием Арпажон. Единственная выжившая дочь Луи II Анн-Клод-Луиза передала этот титул в дом де Ноай.